# Phragmidium tuberculatum
Phragmidium tuberculatum Jul. Müll. – gatunek grzybów z rodziny Phragmidiaceae.

## Systematyka i nazewnictwo
Pozycja w klasyfikacji według Index Fungorum: Phragmidium, Phragmidiaceae, Pucciniales, Incertae sedis, Pucciniomycetes, Pucciniomycotina, Basidiomycota, Fungi.
Synonimy:
- Phragmidium tuberculatum var. rosae-arvensis C. Massal. 1889
- Phragmidium tuberculatum Jul. Müll. 1885 var. tuberculatum

## Występowanie i siedlisko
P. tuberculatum występuje głównie w Europie, ale podano także stanowiska w Azji i w Australii oraz w Ameryce Północnej (Alaska, Connecticut i Kanada). W Polsce odnotowano występowanie tego gatunku na Rosa agrestis, Rosa canina, Rosa dumalis, Rosa gallica, Rosa glauca, Rosa majalis, Rosa rubiginosa, Rosa rugosa, Rosa tomentosa i in.
Pasożyt obligatoryjny, jednodomowy i pełnocyklowy. Znaczy to, że może się rozwijać tylko na żywych organizmach, jego rozwój odbywa się na jednym tylko żywicielu, i w trakcie tego rozwoju wytwarza wszystkie 5 właściwych dla rdzy rodzajów zarodników. Pasożytuje na licznych gatunkach róż (Rosa). Wraz z pokrewnymi Phragmidium mucronatum i Phragmidium bulbosum wywołuje u nich chorobę o nazwie rdza róży. Poszczególne gatunki i odmiany róż mają różną odporność na tę chorobę.

## Gatunki podobne
Phragmidium mucronatum i Phragmidium tuberculatum są trudne do odróżnienia i często mylone są z sobą. Do wielu informacji o występowaniu tych gatunków należy podchodzić z dozą nieufności, istnieje uzasadnione podejrzenie, że nie zawsze były one prawidłowo rozpoznane. Teliospory P. tuberculatum składają się z 4-6, rzadziej 3 lub 7 komórek i mają ostro zakończony dzióbek o długości do 18 μm. Obydwa te gatunki różnią się też mikroskopowo budową ecjów i urediniospor, ale nie zawsze są to cechy jednoznaczne do interpretacji. Obecnie dość łatwo można te gatunki oznaczyć badaniem DNA.